# Buttermilk Channel

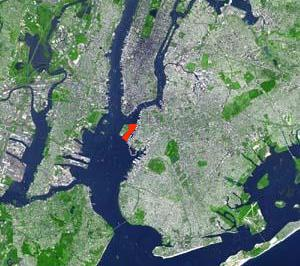
Lage des Buttermilk Channel in rot, in der Upper New York Bay

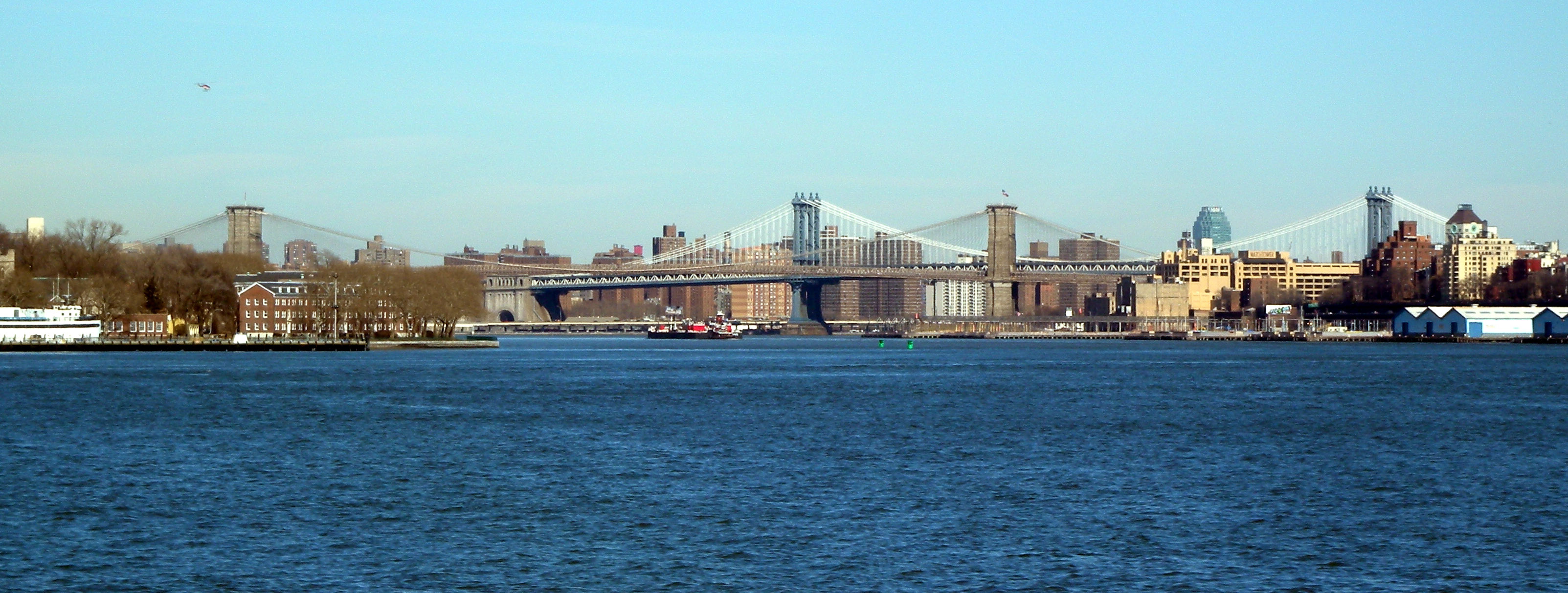
Blick nach Norden durch den Buttermilk Channel, links Governors Island, rechts Red Hook

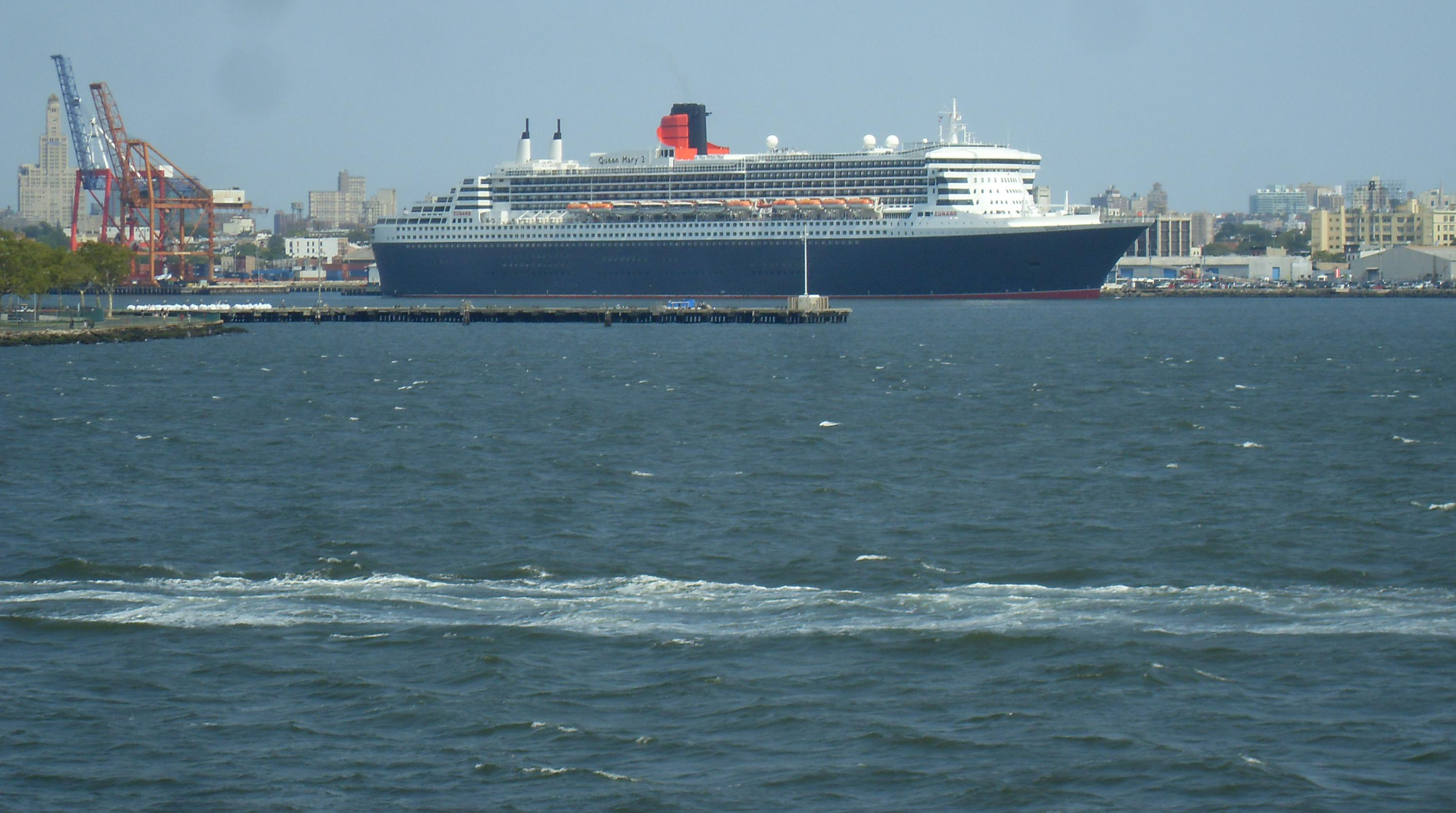
Blick in den Buttermilk Channel, links ein Teil von Governors Island, dahinter die Hafenanlagen von Red Hook. Die Queen Mary 2 liegt am Pier des Brooklyn Cruise Terminals

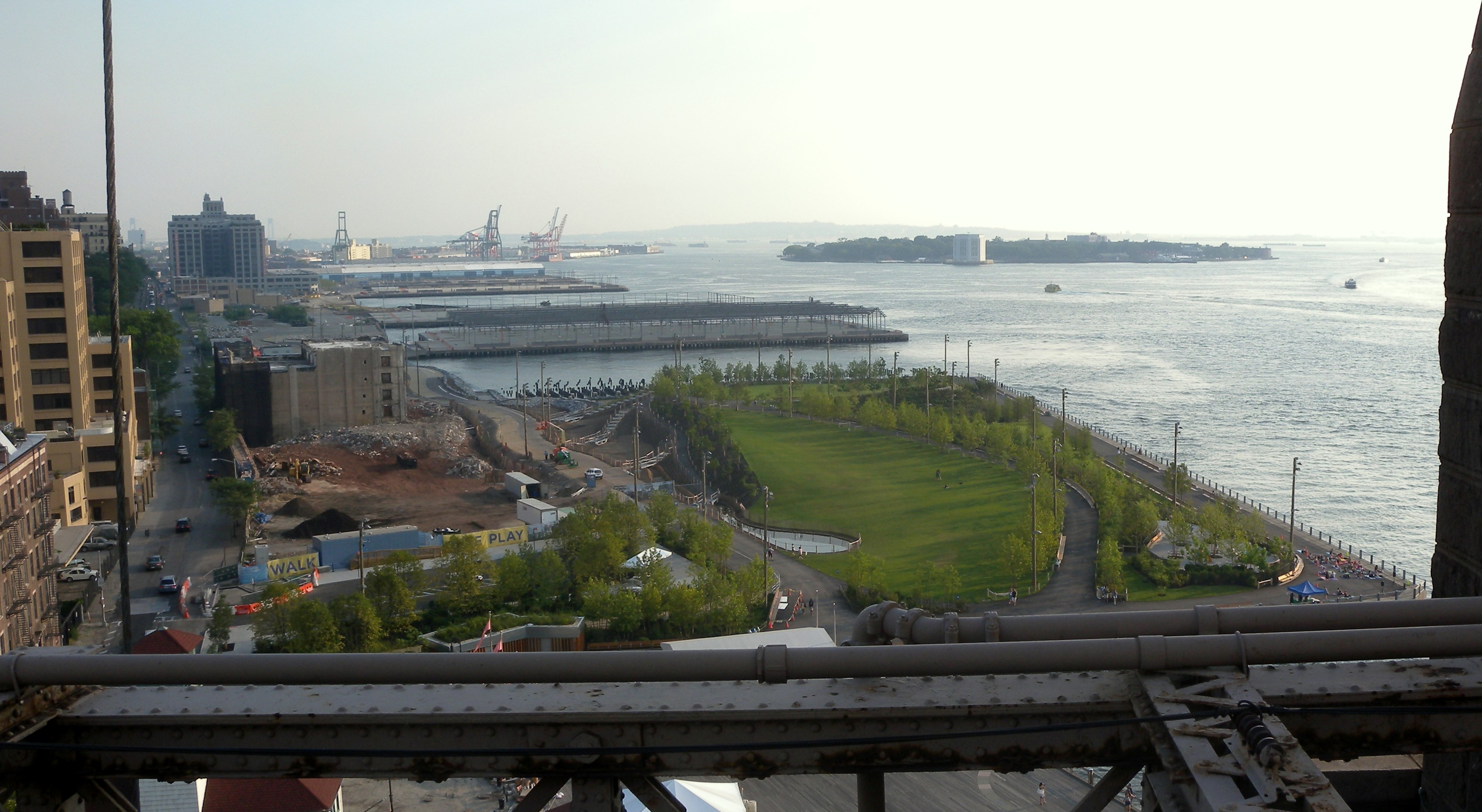
Buttermilk Channel von der Brooklyn Bridge

Der Buttermilk Channel ist ein Gezeitenkanal in der Upper New York Bay zwischen Governors Island und dem Stadtviertel Red Hook in Brooklyn. Er hat eine Länge von etwa 1,6 Kilometern und eine Breite von 400 Metern.

## Name
Der Ursprung des Namens Buttermilk Channel (engl.: Buttermilch Kanal) ist nicht gesichert, es gibt mehrere mögliche Erklärungen:
- Die Farmer, die Molkereiprodukte von Long Island nach Manhattan brachten, überquerten den Kanal auf ihrem täglichen Weg in die Stadt und begründeten so den Namen.
- Durch die Wellen, die sich in dem ehemals flachen Kanal aufstellten, verwandelte sich die Milch auf dem Transport mit dem Boot alleine in Butter.[1]
- Bevor der Kanal ausgebaggert wurde, wurden Kühe von Long Island durch den flachen Kanal nach Governors Island getrieben, um dort zu grasen.[1]
- Die Gezeitenströmung verursachte in dem Kanal starke Schaumbildung des Wassers. Dieser Schaum sah aus wie der Schaum auf der Milch, wenn sie zu Butter geschlagen wird.[2]

## Geschichte
Im Jahr 1902 wurde der ehemals flache Kanal vom United States Army Corps of Engineers auf eine Tiefe von 13 Metern ausgebaggert, um den Kanal mit Schiffen zu befahren zu können, um die Industrieanlagen von Red Hook zu bedienen. Bis Ende des 20. Jahrhunderts war die United States Coast Guard, die einen Sitz auf Governors Island hatte, der wichtigste Nutzer des Kanals. Heute befindet sich das Brooklyn Cruise Terminal auf der Seite von Brooklyn im Buttermilk Channel.

## Trivia
Im Winter des Jahres 1817 war der Buttermilk Channel so stark zugefroren, dass sogar Pferde über das Eis nach Governors Island gekommen sind.
Im Stadtteil Carroll Gardens befindet sich ein Restaurant mit dem Namen Buttermilk Channel.
Der Kanal ist mit mehreren Seezeichen markiert, die Gezeitenströmung hier ist sehr stark.